# Ahmed Taoufik El Madani
Pour les articles homonymes, voir Ahmed Madani et Madani.
Ahmed Taoufik El Madani ou Ahmed Tewfik El Madani (arabe : أحمد توفيق المدني), né le 1er novembre 1898 à Tunis et mort le 18 octobre 1983 à Alger, est un historien et homme politique algérien. Il s'est impliqué dans la vie politique en Tunisie puis en Algérie.

## Biographie

### Jeunesse tunisienne
Né en Tunisie, Ahmed Taoufik est issu de parents algériens, ayant émigrés en Tunisie à la suite de l'échec de la révolte de Mokrani, en 1872. À l'âge de 9 ans, il quitte le kuttāb pour une médersa de Tunis. Après des études à la Zitouna de 1913 à 1915, il figure parmi les fondateurs du parti nationaliste du Destour ; celui-ci compte d'autres personnalités d'origine algérienne comme son président Abdelaziz Thâalbi. El Madani s'illustre notamment en pénétrant clandestinement au sein de la caserne de la kasbah de Tunis afin d'y rencontrer Thâalbi.

### Figure du mouvement national
Exilé en Algérie en 1925, il participe à la création de l'Association des oulémas musulmans algériens, sous la présidence de l'imam Abdelhamid Ben Badis, dont il rédige les statuts. Devenu rédacteur politique de la revue Al Shihab en 1931 et rédacteur en chef d'Al Basa'ir, il est nommé secrétaire permanent du Front algérien pour la défense et le respect de la liberté en 1952.
En 1956, il part avec son ami Cheikh Abbas au Caire où ils participent à la création du GPRA sous la présidence de Ferhat Abbas. El Madani se voit désigné patron du bureau des affaires arabes du FLN au Caire (1956-1958). Devenu ministre des Affaires culturelles dans le premier GPRA puis, après l'indépendance en 1962, ministre des Habous sous la présidence d'Ahmed Ben Bella, il est nommé ambassadeur algérien en Irak, Turquie et Iran.

### Historien
Historien et membre de l'Académie de langue arabe du Caire, il publie divers ouvrages sur le Maghreb:
- Histoire de l'Afrique du Nord ou Carthage en quatre siècles ;
- Le Livre de l'Algérie ;
- Les Musulmans en Sicile et dans le sud de l'Italie ;
- La Géographie de l'Algérie ;
- Ibn Khaldoun et l'Algérie.

Il rédige également ses mémoires et une pièce de théâtre, Hannibal (1950) destinée à renforcer le sentiment national tunisien.
Selon l'historien Ali Merad, « il fut l'un des personnages qui contribueront le plus activement à l'élaboration du nationalisme au cours de l'entre-deux-guerres ».

## Publications
- Une vie de combat, souvenirs : première partie en Tunisie, 1905-1925, Alger, Entreprise nationale du livre, 1988.